# Marco Scurria

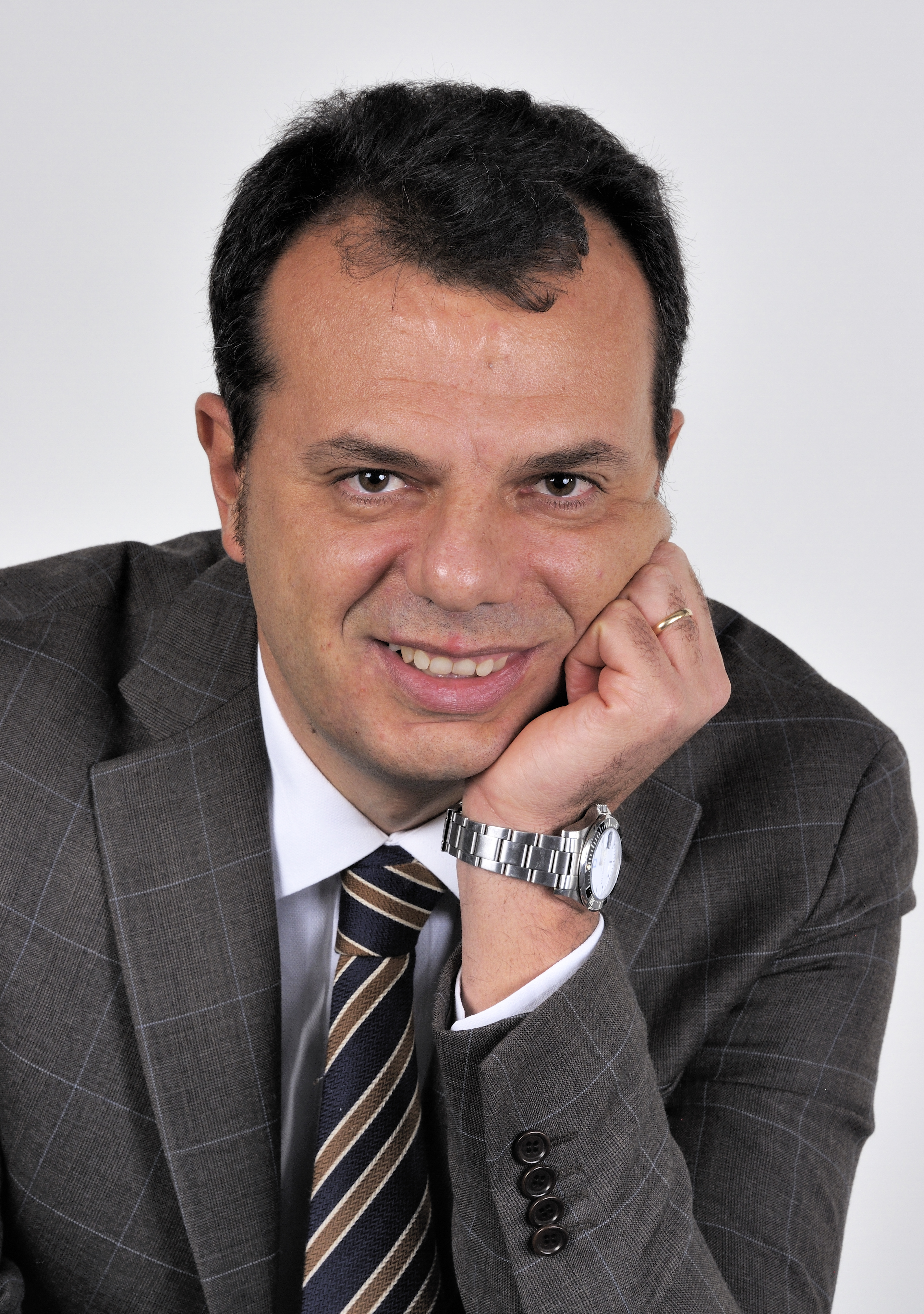
Marco Scurria (2014)

Marco Scurria (* 18. Mai 1967 in Rom) ist ein italienischer Politiker des Popolo della Libertà.

## Leben
Scurria legte sein 1985 sein Abitur in Rom ab und begann ein Studium der Politikwissenschaften an der Universität La Sapienza, das er 1991 abschloss. Von 2004 bis 2006 war er Mitglied des Nationalrats des Ständigen Forums des tertiären Sektors. Seit 2004 ist er zudem  Mitglied des Verwaltungsrats der italienischen Gesellschaft für Dienstleistungen der privaten Altersvorsorge. Zwischen 2005 und 2006 war Scurria Verantwortlicher für das Sekretariat des Vorsitzes der XVIII. ständigen Ratskommission der Region Latium. Er ist seit 2005 Mitglied des Drogen-Sachverständigenrats des Präsidiums des Ministerrats. Seit 2009 ist er zudem Berater im italienischen  Jugendministerium für die Bereiche Sozialwesen, Freiwilligendienste und Katastrophenschutz.
Von 2006 bis 2008 war er Mitglied der Nationalversammlung für die Alleanza Nazionale (AN). Seit 2009 ist Scurria Abgeordneter im Europäischen Parlament.